# Ranorythus langrandi
Ranorythus langrandi är en dagsländeart som beskrevs av Oliarinony och Elouard 1997. Ranorythus langrandi ingår i släktet Ranorythus och familjen Tricorythidae. Inga underarter finns listade i Catalogue of Life.